# Parmoptile à gorge rousse
Parmoptila woodhousei
Espèce
Statut de conservation UICN

 LC  : Préoccupation mineure
Le Parmoptile à gorge rousse (Parmoptila woodhousei) est une espèce de passereau appartenant à la famille des Estrildidae.

## Habitat
On le trouve dans les forêts humides tropicales et subtropicales de basse altitude.

## Répartition et sous-espèces
Son aire s'étend à travers le Gabon, le sud du Cameroun, la forêt basse-guinéenne et de manière dissoute en Afrique centrale.
Selon la classification de référence du Congrès ornithologique international (15.1, 2025) il se répartit en deux sous-espèces :
- P. w. ansorgei Hartert, 1904 — nord-ouest de l'Angola ;
- P. w. woodhousei Cassin, 1859.